# 杉重明
杉 重明（すぎ しげあき、? - 応永6年12月21日（1400年1月17日））は、室町時代の武将。杉重運の子で杉重茂の父。杉備中守として知られる。

## 概要
周防国の守護大名大内氏の重臣。杉氏の本拠である豊前国の守護代職のほか、大内義弘が明徳の乱の戦功により獲得した和泉国でも守護代に任じられた。足利義満の挑発により蜂起した応永の乱では当初百舌鳥山（鵙山）に陣していたが、義弘の指令により堺の城に合流して幕府軍に応戦した。応永6年12月21日（1400年1月17日）朝、天命を悟り山名満氏の陣に攻め込み討死したという。これを見て、義弘と豊後入道も覚悟を決めて敵陣へ飛び込み、相次いで討死した。